# Atoxilo
El  Atoxilo es el nombre comercial del ácido aminofenil arsénico. Su nombre hace alusión a su reducida toxicidad comparado con el ácido arsénico. Sintetizado por Pierre Antoine Béchamp en 1869, fue usado en el tratamiento de la tripanosomiasis y la sífilis.

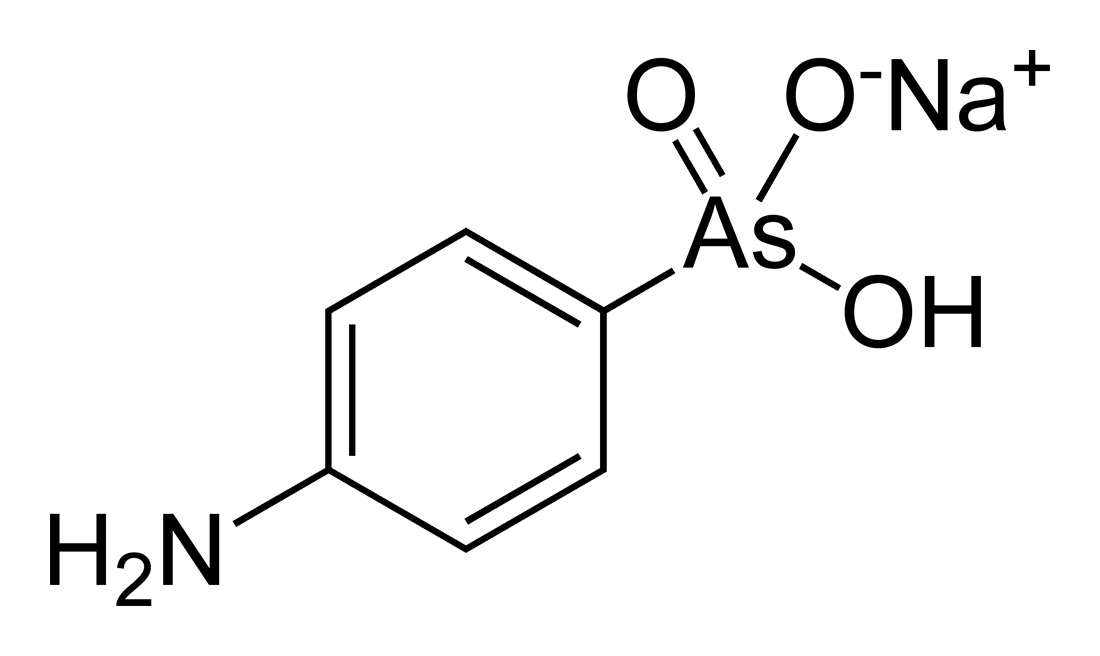
Fórmula del Atoxilo

| CAS number          | 98-50-0       |
| PubChem             | 6432805       |
| ChemSpider          | 7111          |
| DrugBank            | DB03006       |
| ChEBI               | CHEBI:49477   |
| ChEMBL              | CHEMBL351769  |
| Propiedades         |               |
| Forma Molecular     | C6H8AsNO3     |
| Masa Molecular      | 217.054 g/mol |
| Densidad            | 1.957 g/cm³   |
| Punto de Fusión     | 232 °C        |
| DL50 ratas vía sc   | 75 mg/Kg      |
| DL50 ratones vía sc | 400 mg/Kg     |

## Introducción
Alrededor de 32000 compuestos orgánicos que contenían arsénico se elaboraron a principio de los años 90. Se usaron en el tratamiento de la pelagra, malaria o enfermedad del sueño (tripanosomiasis). En el Liverpool School of Tropical Medicine había producido atoxilo (un compuesto arsenical pentavalente), que se usó para el tratamiento de la enfermedad del sueño. Sin embargo, el alto contenido en arsénico producía atrofia ocular, lo que incentivó estudios posteriores. Ehrlich, y su colega Alfred Bertheim, fueron los primeros en determinar la estructura química del Atoxilo, sintetizando derivados posteriores en busca de una mayor efectividad. En 1905 se estableció correlación estructura-actividad.
En la actualidad, el Atoxilo su uso se restringe al ámbito veterinario, para el criado de pollos, pavos y cerdos para estimular el crecimiento y mejorar la conversión alimenticia. Se utiliza en los piensos para gallinas ponedoras y reproductoras, ayuda a mejorar la eficiencia alimenticia. Su uso se restringe a determinados países como Canadá o Ecuador. El Atoxilo no debe administrarse 5 días antes del sacrificio para consumo humano y tampoco debe administrarse a hembras 15 días antes del parto.

## Toxicidad
El efecto tóxico del Atoxilo fue descrito originalmente por Miayamoto en 1931, posteriormente en 1951 Ruedi y Nassuphis estudiaron la toxicidad del atoxilo en las células ciliadas del oído. Con el objetivo de estudiar la toxicidad del atoxilo, Anniko y Wersall llevaron un estudio en cobayas para comprobar si el atoxilo producía daños en las células del oído. Llegando a la conclusión de que el tratamiento con atoxilo provoca daños en las células ciliadas del oído de las cobayas. En dicho estudio se hace distinción entre células ciliadas de la parte más externa del oído interno y las células más internas del oído interno. 
- Células ciliadas más externas: la intoxicación en las células ciliadas más externas cursó con un aumento de tamaño de las células como consecuencia de la aparición de vesículas en el citoplasma de las mismas. En las primeras etapas de la intoxicación no se observaron cambios en el núcleo; sin embargo en etapas más avanzadas de la intoxicación se observó una desintegración del núcleo, y como consecuencia, una ruptura de la cromatina. .
- Células ciliadas más internas: las células más internas presentaron una mayor resistencia al efecto tóxico del atoxilo, en estas se produjo la aparición de vesículas de diferentes tamaños dando lugar a la densificación de citoplasma. En las células más internas a diferencia de las más externas se produjeron daños en las mitocondrias, y al igual que en las externas, el núcleo acabó desintegrándose en etapas avanzadas de la intoxicación. Esta mayor resistencia por parte de las células más internas es consecuencia de una mayor tasa de metabolización de las células externas.

El hecho de que el Atoxilo afecte más a las células ciliadas externas que a las internas puede explicarse debido a una mayor tasa de metabolización de las células externas que en las internas.La causa probable de la degeneración sensorial inducida por Atoxilo se deba a un cambio primario en la morfología de la estría vascular que puede resultar en una composición iónica alterada de la endolinfa. Las áreas dañadas representan las regiones en las que el metabolismo local de la endolinfa se altera, aunque tampoco es descartable un daño tóxico directo en el órgano de Corti, tras lo anteriormente explicado.
La importancia de un metabolismo adecuado de la endolinfa fue demostrado por Kimura (1967) por la obstrucción experimental del conducto endolinfático, lo que resulta daños a las regiones apicales de la cóclea.
El Atoxilo provoca un daño a las células sensoriales, la estría vascular y de la membrana de Reissner, provocando daños morfológicos similares a la enfermedad de Meniêre, pero se ha comprobado que toda similitud en la apariencia morfológica podría ser una coincidencia y de diferente origen.

### Estudios de Ehrlich relacionados con el Atoxilo
Un efectivo tratamiento de la tripanosomiasis requiere el uso de altas dosis del compuesto durante un prolongado periodo, lo cual provocaba un aumento en el riesgo de ceguera por atrofia del nervio óptico. 
Ehrlich, en búsqueda de derivados del Atoxilo, modificó los sustituyentes del grupo amino en búsqueda de nuevos compuestos con mayor eficacia y menos efectos tóxicos: resultaron compuestos menos tóxicos, pero cuando se administraban las altas dosis necesarias para el tratamiento, los ratones de experimentación comenzaron a moverse incontrolablemente en círculos por daño en el nervio vestibular. Además, se comprobó que estos nuevos compuestos no eran efectivos in vitro y que fueron activados (por reducción) dentro del organismo.
Para comprobar dicha hipótesis, obtuvieron artificialmente dos productos resultantes de la reducción del Atoxilo. Uno de ellos, los óxidos de arsénico o arsenoxides, fueron eficaces contra Tripanosomas (en ratas), pero fueron altamente tóxicos para el huésped. El segundo producto, los arsenobencenos, aunque no eran tan potentes como los anteriores, demostraron tener menos efectos tóxicos y su administración en dosis bajas eludió el problema de la neurotoxicidad. Este grupo centró la atención del grupo de trabajo de Ehrlich. Estos buenos resultados en ratones, provocó que se testara en humanos, con buen resultado, excepto en un pequeño grupo que demostró una severa reacción de hipersensibilidad.
Erlich también propuso otro derivado del Atoxilo, añadiendo un grupo hidroxilo en posición 4 en el anillo bencílico. Este producto, arsenofenol, era claramente eficaz contra Tripanosomas, sin embargo tenía alta propensión a la oxidación y era difícil de purificar. La adición de un nuevo sustituyente adyacente al grupo hidroxilo, dio lugar a un compuesto del que no se pudo comprobar su eficacia, pero que posteriormente, en una nueva evaluación farmacológica, se vio su efectividad contra la sífilis.